# Takembeng

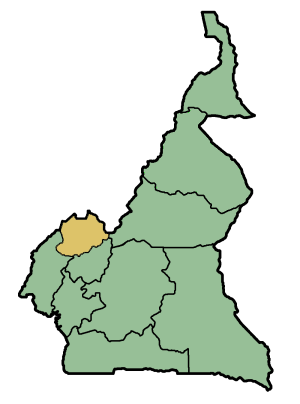
Mapa Kamerunu se zvýrazněným severozápadním regionem.

Takembeng či Takumbeng je ženské sociální hnutí v kamerunském Severozápadním regionu. Toto hnutí se spojuje s tradičními praktikami běžnými napříč travnatými oblastmi západního Kamerunu, kde skupiny žen po dlouhá léta provádějí ostrakizační rituály zaměřené proti jednotlivcům ve svých komunitách. Ke konci koloniální správy a na počátku existence nezávislého Kamerunu (především v 50. a 60. letech 20. století) se tyto místní praktiky staly zásadním nástrojem politických protestů, především proti zemědělské politice. S liberalizací politiky v 90. letech 20. století se ženy z Takembengu staly zásadní částí opozice vůči vládnoucí straně Kamerunskému lidovému demokratickému hnutí (CPDM). Tyto ženy pochodovaly se Sociálně demokratickou frontou (SDF) a často využívaly nahoty a sociálního postavení starších žen ve společnosti, aby tak zabránily vojákům a příslušníkům bezpečnostních sborů v zásahu proti demonstrantům. 
Takembengské praktiky často zahrnují skupiny třiceti až několika stovek žen účastnících se protestů v Bamendě, která je hlavním městem Severovýchodního regionu. Tyto skupiny žen si však udržovaly od dalších demonstrantů velký odstup. Nahota, veřejná defekace a močení jsou užívány v souvislosti s před koloniálními praktikami a členky hnutí je používají ke zdůraznění hanobení protidemokratických praktik a jako prevenci před narušováním demonstrací příslušníky policie. Tyto praktiky byly velmi účinné a v Severozápadním regionu se nadále používají. 

## Původ názvu
Hnutí pro sebe používá mnoho jmen, včetně Takumbeng, Amazons, les Amazones des SDF a Mami Takembeng. Nejběžněji užívaným způsobem hláskování názvu hnutí je Takembeng a v tomto znění se i nejčastěji objevuje v kamerunském tisku. Uvádí se, že toto slovo pochází z knížecí společnosti z před koloniální jazyka Bafut.

## Dějiny hnutí
Hnutí Takembeng je pouze nejnovější formou tradice s dlouhou historií ženských hnutí napříč travnatými oblastmi západního Kamerunu. Socioložka Susan Diduk rozděluje tyto aktivity do třech období (přičemž starší formy přetrvávají i do mladších období). První éra žen vykonávajících morální dohled zahrnovala ženy ve venkovských komunitách, které hanobily jednotlivce, kteří porušovali klíčové morální standardy komunity. Druhé období zahrnovalo ženy z více komunit, které se navzájem spojovaly k protestům proti koloniální a brzké postkoloniální politice s primárním zaměřením proti zemědělské politice. Název Takembeng se používá pro hnutí, které má své počátky v 90. letech 20. století. Jeho protesty se často konaly společně s protesty opoziční strany SDF. Některé prameny tvrdí, že Takembeng je dlouhodobě používanou praxí u etnika Ngemba, a že nevychází z postupů dalších komunit.

### Strážkyně morálky
V mnoha komunitách v travnatých oblastech Kamerunu, které zabírají významnou část dnešního Severozápadního regionu, existuje dlouholetá tradice shromažďování žen jako strážkyň morálky v rámci komunity a hanobení jednotlivců, kteří porušují klíčová morální pravidla. Kromě toho ženy zastávají klíčové obřadní funkce v mnoha venkovských komunitách v celém regionu, zejména při ochraně zemědělské plodnosti. Shromáždění strážkyň morálky často využívalo výstřední chování při hanobení jednotlivců, aby tak zdůraznilo závažnost jeho činu a zabránilo tak dalším lidem zasahovat do jeho potrestání. Tyto postupy se v jednotlivých komunitách lišily. Komové je nazývali anlu, Aghemové používali výraz ndofoumbgui a lidé Kedjom Keku slovo fombuen nebo keluh.
Obecně tato shromáždění zahrnovala starší ženy, obvykle po menopauze, které se shromažďovaly za účelem potrestání jednotlivců z komunity například za čarodějnictví, za falešné obvinění ostatních z čarodějnictví, za fyzické zneužívání rodinných příslušníkům nebo těhotných žen, za incest atd. V před koloniálním období byly tyto zvyky výrazně místní záležitostí, nikdy se nerozšířily mimo jednotlivé etnické skupiny. Jasně zavedly prostředky pro nápravu pachatelů, kteří většinou museli prosit ženy za odpuštění a zaplatit pokutu, aby byli rituálně očištěni.
Tyto starší ženy se shromažďovaly v domě člověka, který měl být hanoben, zpívaly a recitovaly a chovaly se způsobem, který byl proti obvyklé slušnosti. Toto chování zahrnovalo i svlékání se, močení a defekaci na majetek dotyčného, jeho sexuální obtěžování a slovní hříčky namířené na kolemjdoucí k zahanbení cílové osoby, oblékání se do mužských šatů aj. Jejich chování jim mělo umožnit vyjádřit závažnost přestupku.
V komunitách lidu Kedjom Keku byly skupiny žen vedeny komedianty nazývanými vugweys, Ti vedli skupinu k vulgárním vtipům a slovním hříčkám zaměřeným na kolemjdoucí, aby zahanbily cílovou osobu. V případě Komů byla skupina vedena nejstarší z žen, která byla po dobu zahanbování provinilce označována jako na-anlu. Tyto na-anlu měly na starosti organizaci různých aktivit skupiny.
Důležitým aspektem během těchto aktivit bylo oblečení, kdy ženy často volily staré oblečení nebo na sebe oblékaly hadry a klobouky, či v případě komunity Kedjom Keku baseballové čepice otočené kšiltem dozadu. Navíc se zdobily rostlinami o nichž se věřilo, že ženy ochrání.
Muži se demonstrací většinou vyhýbali a utíkali před protesty, aby se vyhnuli útokům žen. Existovala víra, že pokud by ženy při jejich činnosti zahlédli, vysálo by to z nich životní sílu. Tyto místní venkovské praktiky jsou považovány za klíčový aspekt dodržování morálky v místních komunitách a poskytovaly ženám jedinečný aspekt moci při správě komunity.

### Vývoj ve formu politického protestu
Během koloniální nadvlády se tato místní shromáždění více zpolitizovala a přeměnila do formy politického protestu zaměřeného proti politickým institucím. Přestože zůstávaly i nadále v těsném spojení s konkrétními etnickými skupinami, začaly zahrnovat více komunit. Klíčovými otázkami pro hnutí v tomto období byla například hrozba pro držbu pozemku ženami, zvěsti o prodeji půdy různým etnickým skupinám, ničení plodin způsobené pastvou zvířat, jejichž počty v travnatých oblastech Kamerunu vzrůstaly či spory ohledně požadavků na používání nových zemědělských technik.
Tradiční nástroje pro hanobení a ostrakizaci jedinců se začaly zaměřovat proti koloniálním úředníkům a konkrétním politickým stranám. Začaly být organizovány protesty s narušením veřejného pořádku, používáním zátarasů a dalších nenásilných prostředků. Nejvýznamnějším příkladem této praxe byly politické protesty Komů, zvané anlu, které probíhaly v letech 1958 až 1961. Události započaly 4. července 1958 ve městě Njinikom. Tehdy ženy znepokojené z rozhodnutí o zemědělské politice, obklopily místo setkání a přinutily člena místní rady C. K. Batholomewa uprchnout do místního kostela. Nepokoje se rozšířily a vedly k rozsáhlému zavírání škol, podkopávaly tradiční i koloniální autority, stavěly se zátarasy a protesty narušovaly většinu aspektů každodenního života.
Vládu v této oblasti z větší části nahradily ženy, které organizovaly nezávislou správní strukturu a byly schopné ovlivňovat situaci v celém regionu. Protesty zásadně podkopaly politiku Kamerunského národního kongresu (KNC), který byl vládnoucí stranou v tomto regionu a vedl k místnímu vítězství Kamerunské národní demokratické strany (KNDP).
Podobné protesty pokračovaly v Kamerunu i poté, co získala země nezávislost. Ženy se i nadále organizovaly jako forma omezeného politického protestu a opět často vystupovaly proti zemědělské politice.

## Hnutí Takembeng
Takembengské protesty se rozšířily na počátku 90. let 20. století a to především ve městě Bamenda. S politickou liberalizací, včetně prvních voleb v roce 1992, kterých se mohlo účastnit více politických stran a legalizací opozičních stran (včetně v Severozápadním regionu důležité Sociálně demokratické fronty), začaly hrát protesty Takembeng roli v širším politickém boji. Hnutí nabylo na významu po volbách v roce 1992 a po nich následujících nepokojů v Severozápadní provincii, kde velká část obyvatel věřila, že došlo ke zmanipulování voleb.
Těchto protestů se účastnily skupiny třiceti až několika stovek starších žen, kteří ve městě protestovaly nebo jím pochodovaly a často se účastnily i dalších politických protestů spojených s hlavní opoziční stranou, SDF. Zatímco ostatní demonstranti byli během protestů poměrně hlasití a aktivní, ženy z Takembengu zůstávaly do značné míry tiché a tím se i odlišovaly od původní tradice. Také se těchto protestů účastnily ženy z různých etnik. Ačkoliv i nadále tvořily klíčovou část hnutí venkovské ženy, přidávaly se k němu i ženy z města.
Přesto některé symboly a postupy z minulosti se v Takembengu zachovaly. Ženy se většinou oblékají do starého oblečení, i když některé záměrně nosí výrazné zářivé barvy a mnohé se oblékají do částí rostlin, o nichž věří, že poskytují nositeli ochranu. Nejvíce se používá rostlina nkung. Muži a ženy, které nejsou součástí hnutí se mu záměrně vyhýbají, neboť se věří že by muži onemocněli nebo zemřeli, pokud by pozorovali nahé ženy z Takembengu. Široce se rozšířily pověsti o tom, že vojáci a příslušníci dalších vládních sil, kteří nedodrží tato nepsaná pravidla buď zemřou nebo přijdou o manželky. Následkem toho bezpečnostní síly změnily při styku s takembengskými ženami taktiku.
Většina žen Takembengu jsou ženy po menopauze a nejstarší jsou jeho vůdkyněmi. Postmenopauzální ženy mají klíčový význam, protože se věří že nejsou náchylné na praktiky čarodějnictví, které by jim mohlo vzít plodnost. Mají také ve svých komunitách respekt a také dostatek času se hnutí věnovat.
Ženy z Takembengu využívaly takticky svých počtů i sociálního statutu ve společnost k ochraně ostatních demonstrantů. V některých případech použily jako hlavní aspekty svého protestu svou nahotu, močení a defekaci na veřejnosti. Ukázat své pochvy nebo tím jen vyhrožovat poskytuje ženám jedinečnou moc a tyto postupy se ukázaly jako docela účinné v zabránění vojákům a příslušníkům bezpečnostních sil zasáhnout proti demonstrantům.
Historik Henry Kam Kah vysvětluje, že tato hrozba symbolizuje ústřední roli ženy v otázkách plození, úcta k jejím pohlavním orgánům je úctou k ženě a jejímu stvořiteli a že žena může ztratit vše ostatní, ale nikdy neztratí svou pochvu, která reprezentuje celé její ženství. Ženy je jen tak nevystavují a pokud k tomu dojde, nebo je tím vyhrožováno, muži se stáhnou, neboť nechtějí zneužít část těla, která je přivedla na svět. Podobně situaci vysvětluje i Susan Diduk. Podle ní ženská nahota obtěžuje přihlížející a navíc ukazování ženských genitálií je silným aktem morální kritiky, který ztělesňuje široce sdílenou víru o mystické moci a znečištění. Tyto praktiky jsou však prováděny s velkou opatrností. Mladší ženy se jich neúčastní a jsou drženy dostatečně daleko od těchto demonstrací a vojáci a policisté jsou varováni, než k nim ženy přistoupí.
Takembeng poskytuje jedinečnou organizaci v omezujícím politickém prostředí v Kamerunu. Aby se vyhnuly nepříjemnostem při svém přesunu z vesnic do města, chodí během cesty v lepším oblečení. Většinou pokud se takembengské ženy účastní protestů, je odpověď státní moci méně násilná, i když i ony jsou někdy poslány do domácího vězení, zbity či zabity. Díky této větší toleranci vůči nim, poskytují tyto ženy klíčovou podporu opoziční straně, Sociálně demokratické frontě. V roce 1998 tak umožnily předsedovi SDF Johnu Fru Ndimu bezpečně opustit zemi a uskutečnit cestu do Francie a Spojených států amerických. Přestože jsou členky Takembengu v úzkém spojení s SDF, nechtějí být počítány za stranickou buňku nebo být považovány za nástroj této strany. Místo toho dle svých slov pouze podporují ideály strany a dokud se jich bude strana držet, budou ji nadále podporovat.